# Neeb
Алекс Сандерхафт (англ. Alex Sunderhaft, род. 17 февраля 1998, Олбани, Нью-Йорк, США), более известный под своим никнеймом Neeb, — американский профессиональный игрок в StarCraft II, играющий за расу протоссов. Благодаря победе на KeSPA Cup стал первым в истории не-корейцем, одержавшем победу на корейском чемпионате по StarCraft II. В 2017 году выиграл на трёх из четырёх турнирах 2017 StarCraft II World Championship Series, однако не смог победить на финальном чемпионате. По состоянию на 2024 год, за свою карьеру заработал более 589 720 долларов призовых. Признан лучшим игроком в RTS 2017 года по версии GreatGamers Awards. В 2023 году объявил о завершении киберспортивной карьеры.

## Биография
По воспоминаниям Алекса, с детства он много играл в компьютер со своим братом. Родителям приходилось ограничивать его игровое время, иначе он мог играть всё свободное время с момента прихода из школы до того момента, когда он ложился спать. Ещё в детстве ему нравился соревновательный элемент игр и стремление стать лучше. Когда он учился в старшей школе, он рано вставал, смотрел GSL или Proleague, после чего шёл в школу, старался успеть закончить домашнюю работу ещё в школе, приходил домой и садился играть в StarCraft II. В StarCraft его привлекала киберспротивная сцена и формат игры 1 на 1, поскольку ему нравилось, когда его победы и поражения зависят исключительно от того, сыграл ли он хорошо или плохо. Одной из лучших сторон участия в киберспортивных соревнованиях Neeb называет возможность подружиться с другими киберспортсменами.
С 23 апреля 2016 года спонсором Алекса выступает американский виртуальный оператор сотовой связи Ting Inc.
В 2016 году, в возрасте 18 лет, Neeb выиграл KeSPA Cup, став первым в истории некорейским киберспортсменом, выигравшим крупнейший корейский чемпионат по StarCraft II, и первым за 16 лет спортсменом, выигравшим корейский чемпионат по StarCraft — до него Гийому Grrrr...» Пати удавалось выиграть турнир по StarCraft: BroodWar. В полуфинале турнира Neeb встретился с одним из сильнейших игроков Кореи, Кимом «Stats» Дэ Ёпом. В финале он одержал победу над Чо «Trap» Сон Хо. Победа на KeSPA стала первой победой Neeb на крупном турнире. Портал cybersport.ru включил эту победу в список «Киберспорт-2016. Прорыв года».
В 2017 году Neeb принял участие на турнире WCS Austin, где, являясь фаворитом ещё до начала турнира, смог одержать победу. В том же году он победил на WCS Jönköping, обыграв в финале Йоону «Serral» Соталу, и WCS Montreal, выиграв у Йэнса «Snute» Оскорда; таким образом одержав победу на трёх из четырёх турнирах WCS 2017 года. На 2017 Global Finals он попал в одну группу с Ли «Rogue» Бён Рёлем, Артуром «Nerchio» Блохом и О «soO» Юн Су и не смог выйти из неё.
На церемонии GreatGamers Awards, прошедшей в Каннах 26 февраля 2018 года, Neeb был признан лучшим игроком в RTS 2017 года.
В 2018 году Neeb обыграл Ли «Rogue» Бён Рёля в четвертьфинале Global StarCraft II League Season 3: Code S, став первым с 2011 года некорейским киберспортсменом, дошедшим до полуфинала этого соревнования.
В 2019 году Neeb стал чемпионом 2019 WCS Winter Americas, обыграв в финале канадку Сашу «Scarlett» Хостин со счётом 4:2.

## Стиль игры
Neeb известен качественным микроконтролем, успешными тайминговыми атаками и контратаками.

## Достижения
- 2016 DreamHack Open: Austin (2 место)[16]
- IEM Season XI — Shanghai (2 место)[17]
- 2016 WCS Circuit: Summer Circuit Championship (3—4 место)[18]
- WCS Copa Intercontinental (3 место)[19]
- 2016 KeSPA Cup (1 место)[6]
- World Electronic Sports Games 2016 (3 место)
- 2017 WCS Austin (1 место)[8]
- 2017 WCS Jönköping (1 место)[9]
- 2017 WCS Montreal (1 место)[10]
- 2018 WCS Leipzig (3—4 место)[20]
- 2018 Global StarCraft II League Season 3: Code S (3—4 место)[21]
- 2019 WCS Winter Americas (1 место)[15]
- 2019 WCS Spring (3—4 место)[22]
- 2020 DreamHack SC2 Masters 2020 Summer: North America (1 место)
- 2020 DreamHack SC2 Masters 2020 Fall: North America (3 место)
- 2020 DreamHack SC2 Masters 2020 Winter: North America (2 место)
- 2020 DreamHack SC2 Masters 2020 Winter: Season Finals (3—4 место)
- DH SC2 Masters 2021 Summer: North America (1 место)
- DH SC2 Masters 2021 Fall: North America (1 место)
- DH SC2 Masters 2021 Winter: North America (1 место)
- DH SC2 Masters 2022 Valencia: North America (1 место)